# 人格適応論
人格適応論（じんかくてきおうろん Personality Adaptations）は、ポール・ウエアー、テービー・ケーラー、バン・ジョインズによって開発された理論で、6つの人格適応タイプを考える。
生き延びるための適応（surviving adaptation）と呼ばれる、3歳ぐらいまでに発達させるものが以下の3つ。
- スキゾイド型（創造的な白昼夢者）
- パラノイド型（才気ある懐疑者）
- 反社会型（魅力的な操作者）

行動上の適応(performing adaptation)と呼ばれる以下の3つは6歳頃までに発達する。
- 受動攻撃型（おどけた反抗者）
- 強迫観念型（責任感ある仕事中毒者）
- 演技型（熱狂的過剰反応者）

人格適応論によると、人は、生き延びるための適応タイプと行動上の適応タイプからそれぞれ最低一つずつもっている。これらの適応タイプの名前は元々パーソナリティ障害の分類名からとっているが、タイプに善悪はない。どの適応タイプでも健康、機能不全、どちらの状態にもなりえる人格タイプであると考えるのが人格適応論の特徴である。